# DS Automobiles
DS Automobiles er et fransk bilmærke, som hører under PSA-koncernen. PSA benytter DS-brandet til at sælge sine biler i premium-segmentet.

## Galleri
- DS 3
- DS 4
- DS 5
- DS 6
- DS 7 Crossback

| Stub | Spire Denne bilrelaterede artikel er en spire som bør udbygges. Du er velkommen til at hjælpe Wikipedia ved at udvide den. |